# Nigredo (альбом Diary of Dreams)
Nigredo — сьомий повноформатний студійний альбом гурту Diary of Dreams, який вийшов у кінці 2004 році.
Перший тираж цього диску був лімітований бокс-сет, з ексклюзивним 64-сторінковим буклетом, шести-панельним дігіпаком та постером..
Компакт-диск містить додатковий, інструментальний трек на 15 позиції (це реприза першої пісні), який не означений ні в буклеті, ні на компакт-диску. Трек 14 це тиша.

## Композиції
1. Dead Letter [7:15]
2. Giftraum [4:12]
3. Kindrom [5:10]
4. Reign Of Chaos [5:33]
5. Charma Sleeper [5:42]
6. Tales Of The Silent City [5:40]
7. Portrait Of A Cynic [04:30]
8. UnMensch [05:38]
9. The Witching Hour [04:32]
10. Psycho-Logic [04:43]
11. Krank:Haft [04:54]
12. Cannibals [05:15]
13. Mask Of Shame [06:01]
14. Untitled [02:59]
15. Untitled [03:12]

## Склад учасників
- Оформлення [концепція та втілення] –Адріан Хейтс, Гаун: А
- Оформлення [Малюнок ворона на обкладинці] — Бодо В. Кльош
- Лірика, музика — Diary Of Dreams
- Мастерінг — Адріан Хейтс, Гаун: А, Райнер Ассманн
- Пре-мастерінг — Крістіан Циммерлі
- Фото — Шилке Йохум
- Make Up на фото — Анья Рудольф
- Продюсування та запис — Адріан Хейтс